# Лю Шен (Південна Хань)
Лю Шен (кит.: 劉晟; піньїнь: Liú Shèng; 920 — 18 вересня 958) — третій правитель Південної Хань періоду п'яти династій і десяти держав.

## Життєпис
Був сином засновника держави Лю Яня. Зайняв трон, поваливши та вбивши свого брата Лю Біня.
Прийшовши до влади, Лю Шен придушив усі спроби помсти з боку прибічників свого попередника. Зокрема, за його наказом було вбито двох братів: Лю Хунцзе (944) та Лю Хун'я (945). Ті вбивства стали фактором страху перед новим правителем Південної Хань. Остерігаючись, що ті з його братів, хто лишився живими, будуть боротись за трон, Лю Шен вирішив зіштовхнути їх між собою. Також він зробив їхніх дочок своїми наложницями.
Лю Шен будував розкішні палаци, оздоблюючи кімнати коштовностями.
948 року Лю Шен відрядив послів до Чу з пропозицією шлюбного союзу, втім Ма Сіґуан відмовив їм. Через це Лю Шен наказав атакувати Чу, в результаті чого було захоплено Хе (сучасний Хечжоу, Гуансі-Чжуанський автономний район) та Чжао (сучасний Гуйлінь).
До 950 року, зважаючи на те, що більшість талановитих державних чиновників були страчені, значної могутності набули євнухи. Наступного року, скориставшись занепадом Чу під тиском Південної Тан, Лю Шен зумів завоювати префектуру Чень (сучасний Ченьчжоу, Хунань).
957 року, занепокоєний посиленням Пізньої Чжоу, вирішив надіслати данину імператору Чай Жуну. Втім посланці були взяті в полон, і Лю Шен почав будувати оборонні споруди для захисту від імовірного вторгнення.
Наступного року Лю Шен помер, після чого трон успадкував його син Лю Чан.